# Burni Pantat Lesung
Burni Pantat Lesung är ett berg i Indonesien.   Det ligger i provinsen Aceh, i den västra delen av landet, 1 500 km nordväst om huvudstaden Jakarta. Toppen på Burni Pantat Lesung är 1 014 meter över havet, eller 304 meter över den omgivande terrängen. Bredden vid basen är 3,0 km.
Terrängen runt Burni Pantat Lesung är huvudsakligen lite bergig. Runt Burni Pantat Lesung är det glesbefolkat, med 14 invånare per kvadratkilometer. I omgivningarna runt Burni Pantat Lesung växer i huvudsak städsegrön lövskog.